# Liste der Monuments historiques in Avrigny
Die Liste der Monuments historiques in Avrigny führt die Monuments historiques in der französischen Gemeinde Avrigny auf.

## Liste der Objekte
| Bezeichnung                                                 | Beschreibung                                        | Standort               | Kennzeichnung | Schutzstatus | Datum | Bild |
| ----------------------------------------------------------- | --------------------------------------------------- | ---------------------- | ------------- | ------------ | ----- | ---- |
| Ölgemälde mit Holzrahmen Enthauptung des heiligen Dionysius | 1775, mit Signatur: „Delaporte Mondideriaus pinxit“ | in der Kirche St-Denis | PM60004730    | Inscrit      | 2005  |      |
| Ölgemälde mit Holzrahmen Kreuzigung                         | um 1800                                             | in der Kirche St-Denis | PM60004729    | Inscrit      | 2005  |      |